# Darker Than Blood
"Darker Than Blood" (título de trabalho: "Horizons") é uma canção escrita e gravada pelo músico americano Steve Aoki, com os vocais credenciados da banda de rock americana Linkin Park. É a segunda colaboração entre eles e está incluída no terceiro álbum de estúdio de Aoki, Neon Future II. 
O single esteve disponível para pré-venda no Amazon.com. Uma disponibilização de meio minuto da música foi disponibilizada tanto por Aoki quanto pela banda. O single estreou na Twitch.tv em 13 de abril de 2015. Foi lançado como o segundo single de Neon Future II em 14 de abril de 2015.

## Contexto e promoção
Enquanto Neon Future I conta com músicas com estilo de festa/clube, Neon Future II mostra um lado "mais escuro" e mais "emocional" do tema Neon Future. Nesse álbum inclui a música "Darker Than Blood", com a participação de Linkin Park. A canção é sua segunda colaboração após "A Light That Never Comes" que foi sua primeira música colaborativa que aparece no segundo álbum de remix de Linkin Park, Recharged. A música foi revelada pela primeira vez em uma entrevista com a Billboard e foi lançada como o segundo single do álbum em 14 de abril de 2015. De acordo com Aoki, a música tinha sido um trabalho em progresso desde 2012 e Mike Shinoda reescreveu as letras originais de Aoki para torná-las mais escuras, porque Shinoda pensava que as letras originais de Aoki eram "muito felizes". Após o lançamento da música, o álbum estava disponível para pré-venda no iTunes.

## Pessoal
- Steve Aoki - programação, produção

Linkin Park
- Chester Bennington - vocais
- Rob Bourdon - bateria
- Brad Delson - guitarra, backing vocals
- Dave "Phoenix" Farrell - baixo, backing vocals
- Joe Hahn - plataformas giratórias, amostras, programação, backing vocals
- Mike Shinoda - vocais, guitarra rítmica, teclado, piano, sintetizador

## Paradas musicais
| Tabela musical (2015)                             | Melhor posição |
| ------------------------------------------------- | -------------- |
| Estados Unidos (Dance/Electronic Digital Songs)   | 47             |
| Estados Unidos (Billboard Dance/Electronic Songs) | 36             |